# Stade Auguste Bonal
Stade Auguste Bonal este un stadion multifuncțional din Montbéliard, Franța. Este folosit în principal pentru meciuri de fotbal. Este terenul pe care joacă meciurile de pe teren propriu echipa FC Sochaux-Montbéliard. Stadionul are o capacitate de 20.025 de locuri. Construit în 1931, a suferit mai multe renovări, cea mai recentă fiind în anul 2000.